# Dacus meladassus
Dacus meladassus är en tvåvingeart som först beskrevs av Munro 1984.  Dacus meladassus ingår i släktet Dacus och familjen borrflugor.
Artens utbredningsområde är Kongo. Inga underarter finns listade i Catalogue of Life.